# The Gallery
The Gallery – drugi album studyjny szwedzkiego zespołu Dark Tranquillity. Wydawnictwo ukazało się 27 listopada 1995 roku nakładem wytwórni Osmose Productions.

## Powstanie
W 1993 roku po wydaniu debiutanckiej płyty studyjnej Skydancer, wokalista Anders Fridén rozstał się z zespołem, by w 1995 roku dołączyć do In Flames. Rolę wokalisty przejął ówczesny gitarzysta rytmiczny i wokalista wspierający, Mikael Stanne. Żeby Mikael mógł się całkowicie skupić na śpiewaniu, zespół zwerbował do składu nowego gitarzystę, Fredrik'a Johansson'a. W nowym składzie grupa nagrała taśmę demo Promo '94, zawierającą dwa utwory, które później znalazły się na albumie The Gallery - "Punish My Heaven" i "The Gallery". Owe nagrania znalazły się później na wydanej w 2009 roku kompilacji Yesterworlds.
Pod koniec 1994, zespół wszedł do studia Fredman, znajdującego się w Göteborgu, należącym do Fredrik'a Nordström'a, by nagrać nowy materiał, który finalnie ukazał się na początku 1995 w postaci EPki Of Chaos and Eternal Night. Na owym wydawnictwie znalazła się także nowa wersja kompozycji "Alone" pochodzącej pierwotnie z albumu Skydancer, jednak w wersji z wokalem Mikael'a Stanne, nagranym w Bohus Studio. Wiosną tego samego roku zespół ponownie wszedł do Fredman Studio, by nagrać tym razem już album studyjny.
Nagrania zostały zarejestrowane między kwietniem a majem 1995 w znajdującym się w Göteborgu Studio Fredman we współpracy z Fredrikiem Nordströmem. Za miksowanie i produkcję odpowiada sam Nordström. Okładkę albumu wykonał Kristian "Necrolord" Wåhlin, znany z tworzenia okładek dla zespołów takich jak Dissection, Tiamat, At the Gates czy Emperor.

## Odbiór
Przez wielu The Gallery jest uważane za kamień milowy melodyjnego death metalu u boku takich płyt jak Slaughter of the Soul At the Gates czy The Jester Race In Flames. Część utworów z tej płyty jest także często grana na żywo, zwłaszcza "Punish My Heaven" i "Lethe", które znalazły się na obu albumach koncertowych grupy, Live Damage i Where Death Is Most Alive. Na Where Death Is Most Alive pojawia się także utwór "Edenspring". 
John Serba ze strony AllMusic określił ten album jako "transcendentalne dzieło od jednego ze słabszych gatunków – prawdziwe arcydzieło, które pomogło jeszcze bardziej poszerzyć granice death metalu w latach 90-tych." Niemiecki magazyn Visions umieścił The Gallery na swojej liście 55 najlepszych szwedzkich albumów rockowych w 2019 roku.

## Lista utworów
Opracowane na podstawie materiału źródłowego.
| Nr  | Tytuł utworu                          | Słowa                        | Muzyka                                   | Długość |
| --- | ------------------------------------- | ---------------------------- | ---------------------------------------- | ------- |
| 1.  | „Punish My Heaven”                    | Mikael Stanne, Niklas Sundin | Fredrik Johansson, Sundin, Anders Jivarp | 4:46    |
| 2.  | „Silence, and the Firmament Withdrew” | Sundin, Stanne               | Sundin, Martin Henriksson                | 2:36    |
| 3.  | „Edenspring”                          | Stanne                       | Sundin, Johansson                        | 4:30    |
| 4.  | „The Dividing Line”                   | Stanne                       | Jivarp, Johansson, Sundin                | 5:01    |
| 5.  | „The Gallery”                         | Stanne, Sundin               | Henriksson                               | 4:07    |
| 6.  | „The One Brooding Warning”            | Stanne                       | Henriksson, Johansson, Sundin            | 4:14    |
| 7.  | „Midway Through Infinity”             | Stanne                       | Sundin, Henriksson, Jivarp, Johansson    | 3:30    |
| 8.  | „Lethe”                               | Sundin                       | Henriksson                               | 4:42    |
| 9.  | „The Emptiness from Which I Fed”      | Stanne                       | Henriksson, Sundin, Johansson            | 5:43    |
| 10. | „Mine Is the Grandeur...”             | utwór instrumentalny         | Henriksson, Sundin                       | 2:26    |
| 11. | „...of Melancholy Burning”            | Stanne                       | Henriksson                               | 6:16    |
|     |                                       |                              |                                          | 47:51   |

| Utwór dodatkowy na edycji japońskiej | Utwór dodatkowy na edycji japońskiej    | Utwór dodatkowy na edycji japońskiej | Utwór dodatkowy na edycji japońskiej | Utwór dodatkowy na edycji japońskiej |
| Nr                                   | Tytuł utworu                            | Słowa                                | Muzyka                               | Długość                              |
| ------------------------------------ | --------------------------------------- | ------------------------------------ | ------------------------------------ | ------------------------------------ |
| 1.                                   | „My Friend of Misery (cover Metallica)” | James Hetfield                       | Hetfield, Lars Ulrich, Jason Newsted | 5:25                                 |
|                                      |                                         |                                      |                                      | 5:25                                 |

| Utwory dodatkowy na wznowieniu z 2004 roku | Utwory dodatkowy na wznowieniu z 2004 roku | Utwory dodatkowy na wznowieniu z 2004 roku | Utwory dodatkowy na wznowieniu z 2004 roku         | Utwory dodatkowy na wznowieniu z 2004 roku |
| Nr                                         | Tytuł utworu                               | Słowa                                      | Muzyka                                             | Długość                                    |
| ------------------------------------------ | ------------------------------------------ | ------------------------------------------ | -------------------------------------------------- | ------------------------------------------ |
| 1.                                         | „Bringer of Torture (cover Kreator)”       | Mille Petrozza                             | Petrozza, Jörg Trzebiatowski, Rob Fioretti, Ventor | 2:20                                       |
| 2.                                         | „Sacred Reich (cover Sacred Reich)”        | Phil Rind                                  | Rind                                               | 3:12                                       |
| 3.                                         | „22 Acacia Avenue (cover Iron Maiden)”     | Steve Harris, Adrian Smith                 | Harris, Smith                                      | 6:05                                       |
| 4.                                         | „Lady in Black (cover Mercyful Fate)”      | King Diamond                               | Diamond                                            | 4:22                                       |
| 5.                                         | „My Friend of Misery”                      | Hetfield                                   | Hetfield, Ulrich, Newsted                          | 5:25                                       |
|                                            |                                            |                                            |                                                    | 21:24                                      |

## Twórcy
Opracowano na podstawie materiału źródłowego.
| - Mikael Stanne – śpiew - Niklas Sundin – gitara, oprawa graficzna - Fredrik Johansson – gitara, gitara akustyczna (w utworze "Punish My Heaven") - Martin Henriksson – gitara basowa, gitara akustyczna - Anders Jivarp – perkusja - Frasse Franzén – kotły (w utworze "Mine Is the Grandeur...") - Eva-Marue Larsson – żeński wokal (w utworach "The Gallery", "Lethe" i "...of Melancholy Burning") | - Fredrik Nordström – produkcja, inżynieria dźwięku, miksowanie, instrumenty klawiszowe, dodatkowe dogrywki - Kristian Wåhlin – oprawa graficzna - Rahvin – korekta - Kenneth Johansson – zdjęcia |